# Elmore (Alabama)
Elmore – miasto w Stanach Zjednoczonych, w stanie Alabama, w hrabstwie Elmore. W roku 2023 miasto zamieszkiwały 1394 osoby, a gęstość zaludnienia wynosiła 774,4 osoby/km².